# Lonchocarpus parviflorus
Lonchocarpus parviflorus är en ärtväxtart som beskrevs av George Bentham. Lonchocarpus parviflorus ingår i släktet Lonchocarpus och familjen ärtväxter. Inga underarter finns listade i Catalogue of Life.